# El hmira

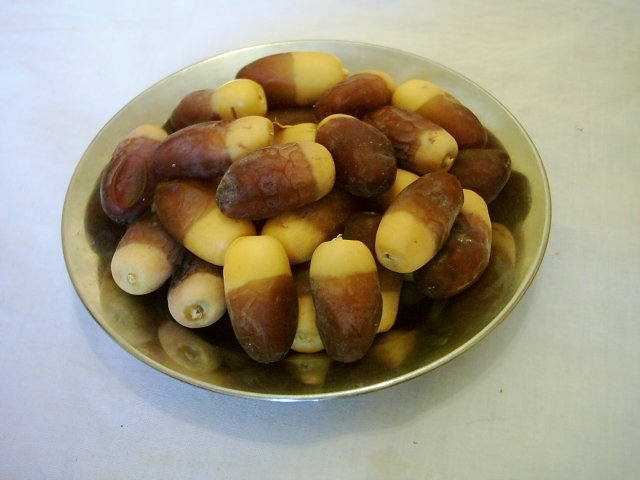

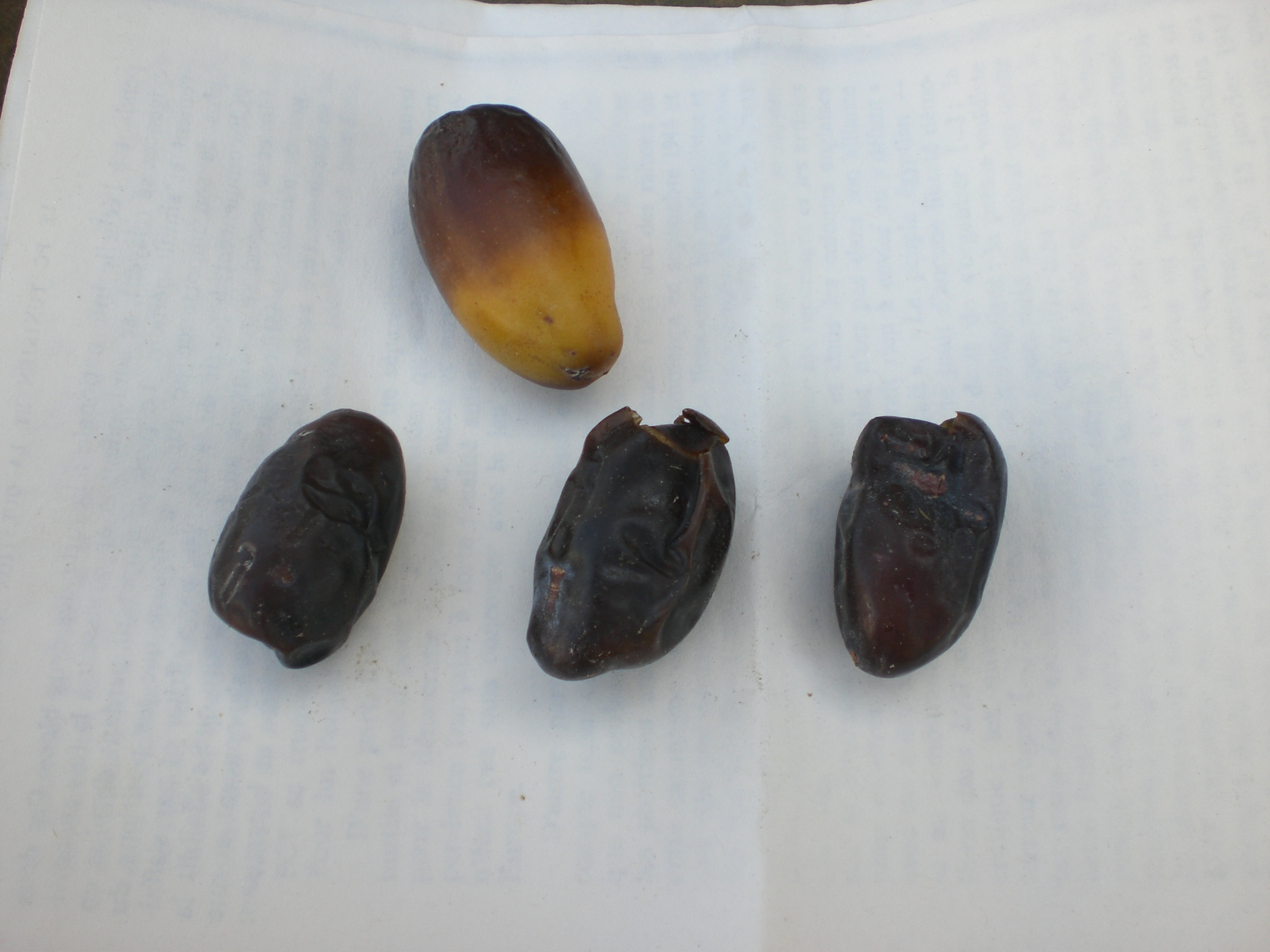

Pour les articles homonymes, voir Ammari.
L'el hmira (ou ammari) est une variété (ou cultivar) de dattier endémique de la région de la Saoura (Algérie).